# Malthodes masatakai
Malthodes masatakai is een keversoort uit de familie soldaatjes (Cantharidae). De wetenschappelijke naam van de soort werd in 2003 gepubliceerd door Takahashi.